# Regi Bergman
Regi Bergman är en bok från 2008 av Paul Duncan och Bengt Wanselius. Boken innehåller över ett tusen bilder från Ingmar Bergmans liv och inrymmer huvudsakligen egna ord från regissören. Duncan och Wanselius tilldelades Augustpriset 2008 i den facklitterära kategorin för boken.